# 가라타니 고진
가라타니 고진(일본어: 柄谷行人 1941년 8월 6일 ~ )은 일본의 문예평론가, 사상가이다. 본명은 가라타니 요시오(柄谷善男)로, 효고현 아마가사키시 출신이다. 필명은 일반적으로는 나쓰메 소세키의 소설《행인》(行人, 고진)과 관계가 있을 것이라고 이야기되고 있으나, 본인은 그 설을 부정하고 화장실에서 「kojin」이라는 어감과 울림에서 우연히 떠올린 것이라고 말했다. 최근에는 「국가」「자본」「네이션(nation)」과는 구별되는 것으로 「어소시에이션(アソシエーション, association)」이라는 말을 강조하고 있다. 그 개념에 기초하여 2000년 6월에는 NAM（New Associationist Movement）의 활동을 시작한다.（2003년 1월 해산）
한국에서 가장 인기가 있는 일본비평가로 많은 저작이 여러 곳에서 번역되었으나 절판된 책이 적지 않다. 최근에는 <가라타니 고진 컬렉션>(기획:조영일)의 형태로 체계적으로 소개되고 있다.

## 인물
- 위키백과에 대한 평가를 한 적이 있다. 。
- 1960년 안보투쟁(安保闘争)때에는 젠가쿠렌(全学連, 전일본학생자치회총연합)주류파 및 안보분트[2]의 학생활동가였던 경력도 있어, 일관되게 일본 공산당과는 다른 입장의 좌익이라고 자인하고 있다. 아나키스트라고도 자인하고 있다.
- 그러나 동시에 국가를 직접적으로 부정하는 것은 결국 강한 국가를 불러 일으키게 되므로, 국가와 네이션은 간단히 넘어설 수 없다고 생각하여 아나키즘에 대해서는 비판적이기도 하다. 「실제적으로는 점진주의」로 「현실적으로는 타협하는 사람」[3]이라고 스스로를 규정한다.
- 작가이자 번역가인 전처 메이오 마사코(冥王まさ子)의 소설에 모델로 등장하기도 한다.[4] 가라타니는 전처가 죽고서 재혼하였다.
- 쓰쓰이 야스타카, 나카가미 겐지(中上健次)와 함께 일본 문예가 협회(日本文芸家協会)를 1990년에 탈퇴하였으나, 그 때“입회하고 난 뒤로 한 번도 회비를 내지 않은 나도 탈퇴할 자격이 있는 것인가?”라며 최초에는 탈퇴를 망설였다. 그러나 나카가미에게 “명부에 이름이 올려져 있는 이상, 탈퇴는 가능하다.”라고 재촉당하여, 최종적으로는 두사람에게 동조하게 되었다.[5]
- 한신 타이거스의 팬이다. 야구를 하는 것도 좋아하여, 80년대 하스미 시게히코, 나카가미 겐지 등과 「카레키나다(カレキナダ)」라는 아마추어 야구팀을 만든 적도 있다.[6]

## 저서

### 영어판
- Origins of Modern Japanese Literature, Duke University Press, 1993. Translated by Brett de Bary
- Architecture as Metaphor; Language, Number, Money MIT Press, 1995. Translated by Sabu Kohso
- Transcritique: On Kant and Marx, MIT Press, 2003. Translated by Sabu Kohso
- History and Repetition, Columbia University Press, 2011. Translated by Seiji M. Lippit
- The Structure of World History : From Modes of Production to Modes of Exchange, Duke University Press, 2014. Translated by Michael K. Bourdaghs

### 한국어판
- 가라타니 고진 컬렉션
  - 제12권.《세계사의 구조를 읽는다》, 2014 - 가라타니 고진의 저서인 세계사의 구조에 대한 보완 성격의 책이다. 세계사의 구조의 개관을 소개하고, 가라타니 고진과 일본의 각계 전문가들과의 대담, 좌담, 강연 등을 수록하고 있다. 교환양식D(X)의 구체상, 일본 헌법 9조의 실현, 이소노미아 등을 주제로 하였다.
  - 제11권.《자연과 인간》, 2013
  - 제10권.《세계사의 구조》, 2013 - 가라타니 고진의 마르크스주의 역사관 재해석을 주 내용으로 하고 있다. 기존 마르크스주의 역사관이 생산양식 기반의 사회구성체론에 기반하고 있었다면, 가라타니 고진은 이 책에서 교환양식 기반의 유물론적 역사 서술을 전개하였다. 포스트 자본주의 시대에 대한 전망과 칸트 해석에 기반한 세계공화국론을 제기하고 있기도 하다.
  - 제9권.(정본판)《트랜스크리틱》, 2012
  - 제8권.《문자와 국가-강연집2》, 2011
  - 제7권.(개정판)《언어와 비극-강연집1》
  - 제6권.《정치를 말하다》(대담집), 2010
  - 제5권.(신장판)《근대문학의 종언》, 2010
  - 제4권.(정본판)《일본 근대문학의 기원》, 2010
  - 제3권.《네이션과 미학》, 2009
  - 제2권.《역사와 반복》, 2008
  - 제1권.《세계공화국으로》, 2007 - 가라타니 고진 고유의 세계공화국에 대한 모색을 주 내용으로 하고 있다. 가라타니 고진은 이 책에서 전작 트랜스 크리틱에서 이루어진 바 있는 이마누엘 칸트, 칼 마르크스 고찰을 기반으로 논리를 확장하여 "개별 국가는 그 주권을 세계공화국에 서서히 양도해야 한다"는 주장을 펼치고 있다.

### 일어판
- 畏怖する人間 [Human in Awe], Tōjūsha, 1972
- 意味という病 [Meaning as Illness], Kawadeshobō, 1975
- マルクスその可能性の中心 [Marx: The Center of Possibilities], Kōdansha, 1978
- 日本近代文学の起源 [Origins of Modern Japanese literature], Kōdansha, 1980
- 隠喩としての建築 [Architecture as Metaphor], Kōdansha, 1983
- 内省と遡行 [Introspection and Retrospection], Kōdansha,1984
- 批評とポストモダン[Postmodernism and Criticism], Fukutake, 1985
- 探究 1 [Philosophical Inquiry 1], Kōdansha, 1986
- 言葉と悲劇[Language and Tragedy], Daisanbunmeisha, 1989
- 探究 2 [Philosophical Inquiry 2], Kōdansha,1989
- 終焉をめぐって[On the 'End' ], Fukutake, 1990
- 漱石論集成 [Collected Essays on Sōseki], Daisanbunmeisha, 1992
- ヒューモアとしての唯物論 [Materialism as Humor], Chikumashobō, 1993
- “戦前”の思考 [Thoughts before the war], Bungeishunjusha, 1994
- 坂口安吾と中上健次[Sakaguchi Ango and Nakagami Kenji], Ohta Press, 1996
- 倫理21[Ethics 21], Heibonsha, 2000
- トランスクリティーク：カントとマルクス[Transcritique: On Kant and Marx], Hihyōkūkansha, 2001
- 日本精神分析[Psychanalysis of Japan or Analysis of Japanese Spirit], Bungeishunjusha, 2002
- ネーションと美学 [Nation and Aesthetics], Iwanami Shoten, 2004
- 歴史と反復[History and Repetition], Iwanami Shoten, 2004
- 世界共和国へ[Toward the World Republic], Iwanami Shoten, 2006
- 世界史の構造[The Structure of World History], Iwanami Shoten, 2010
- "世界史の構造"を読む[Reading "The Structure of World History"], Inscript, 2011
- 政治と思想 1960-2011[Politics and Thought:1960-2011], Heibonsha, 2012
- 哲学の起源[The Origin of Philosophy], Iwanami Shoten, 2012
- 柳田國男論[On Kunio Yanagita], Inscript, 2013
- 遊動論：柳田国男と山人[On Nomadization : Kunio Yanagita and Sanjin people roving over mountains], Bungeishunjusha, 2014
- 帝国の構造[The Structure of Empire], Seitosha, 2014

## 같이 보기
- 프레드릭 제임슨
- 이소자키 아라타